# فضاء العينة
فضاء العينة (بالإنجليزية: Sample space)‏، يتكون من عناصر تُمَثِل كل النتائج الممكنة لتجربة عشوائية نقوم بدراسة احتمالاتها. مثلا، إذا تم إلقاء حجر نرد 10 مرات فإنه يجب أن تكون عدد النقاط في كل مرة:
1,2,3,4,5,6

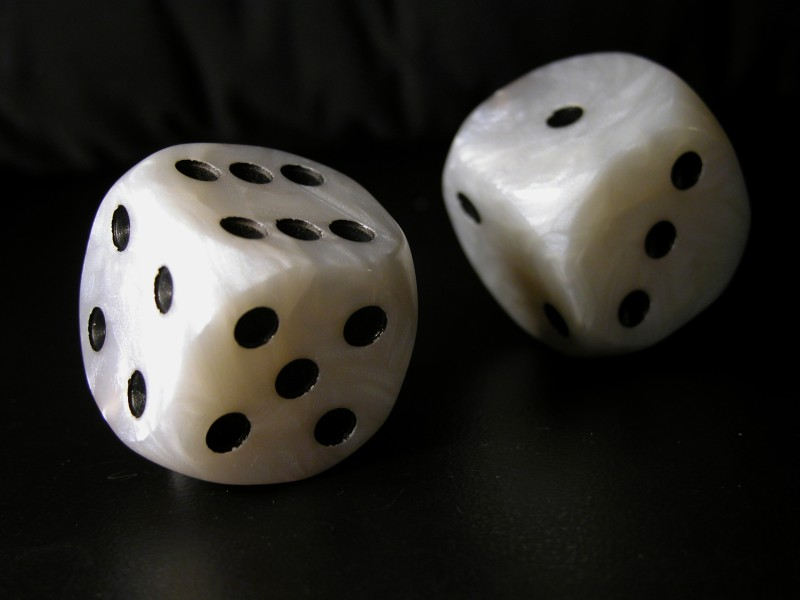
حجرى نرد

 أو مثلا تمت مباراة بين فريقين أ، ب لكرة القدم فإن النتيجة تنحصر بين فوز الفريق (أ)، فوز الفريق (ب)، تعادل الفريقين لكن يجب حصر النتائج في مجموعة فأسموها مجموعة فضاء العينة ويرمز لها بالرمز (ف) وعندما يتم وضع النتائج توضع داخل قوسي مجموعة ويكون ببين كل عنصر (نتيجة) فاصلة (،) فمثلا: نتيجة استفتاء مصر على التعديلات الدستورية = ف = {نعم، لا، تعادل نعم ولا، كل الأصوات باطلة}

## تعريف
- «فضاء العينة» «Sample space»:

و يسمى كذلك ب«فضاء النواتج»، وهو المجموعة المكونة من النواتج الممكنة جميعها من جراء إجراء التجربة العشوائية، أو هو عبارة عن مجموعة المشاهدات التي يمكن ظهورها عند إجراء تجربة ما ويرمز له بالرمز «S» از
مثال: فضاء الإمكانات للتجربة المراد اجراؤها في مثال «السلة» المتقدم هو عبارة عن المجموعة المكونة من خمس تفاحات وبرتقالتين:
E : {تفاحة 1، ت 2، ت 3، ت 4، ت 5، برتقالة 1، ب 2}.